# Iakob Gogebasjvili

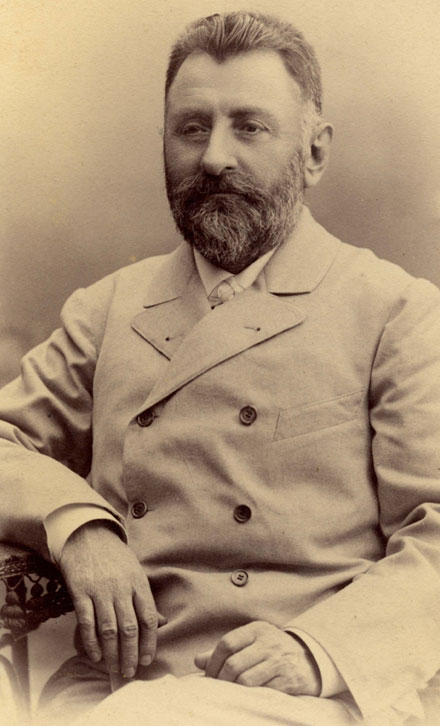

Iakob Gogebasjvili (Georgisch:იაკობ გოგებაშვილი) (Variani (Gori), 15 oktober 1840 - Tbilisi, 1 juni 1912) was een Georgische opvoeder, kinderboekenschrijver en journalist die gezien wordt als de grondlegger van de wetenschappelijk pedagogie in Georgië. Door zijn kinderboek voor beginners: Moedertaal (დედა ენა) dat in gewijzigde vorm dezer dagen dient als handleiding voor taal in de Georgische scholen, heeft sinds 1880 elke Georgiër leren lezen en schrijven.
- Bibsys: 2054719
- Bibliothèque nationale de France: cb18036960p (data)
- CiNii: DA08971637
- Gemeinsame Normdatei: 118898280
- International Standard Name Identifier: 0000 0000 8147 5147
- Library of Congress Control Number: n81048326
- Nationale Bibliotheek van Letland: 000250579
- Nationale Bibliotheek van Israël: 987007261701405171
- Système universitaire de documentation: 190909528
- Virtual International Authority File: 67264052
- WorldCat: E39PBJfX4crxFRX9DwPrxbqfbd